# زاکوپی
زاکوپی (به لاتین: Zákupy) یک منطقهٔ مسکونی در جمهوری چک است که در شهرستان چسکا لیپا واقع شده‌است. زاکوپی ۲٬۸۱۰ نفر جمعیت دارد.